# Ахмад аль-Оста
Ахмад аль-Оста (араб. أحمد الأوستا; нар. 7 жовтня 1968) — сирійський борець вільного та греко-римського стилів, срібний та бронзовий призер чемпіонатів Азії, срібний призер Азійських ігор, триразовий срібний призер Середземноморських ігор, дворазовий чемпіон Арабських ігор, учасник двох Олімпійських ігор. Усі медалі на міжнародному рівні здобув у вільній боротьбі.

## Життєпис
Боротьбою почав займатися з 1980 року. У 2001 році став бронзовим призером чемпіонату світу серед кадетів. У 2002 році здобув срібну медаль чемпіонату Європи серед юніорів.
Виступав за спортивний клуб армії, Дамаск. Тренер — Юрій Корольов (з 1994).

## Спортивні результати на міжнародних змаганнях

### Виступи на Олімпіадах
| Змагання                    | Збірна | Вагова категорія          | Місце |
| --------------------------- | ------ | ------------------------- | ----- |
| Літні Олімпійські ігри 1992 | Сирія  | вільна боротьба, до 68 кг | 11    |
| Літні Олімпійські ігри 1996 | Сирія  | вільна боротьба, до 68 кг | 8     |

### Виступи на Чемпіонатах світу
| Змагання                        | Збірна | Вагова категорія          | Місце |
| ------------------------------- | ------ | ------------------------- | ----- |
| Чемпіонат світу з боротьби 1994 | Сирія  | вільна боротьба, до 62 кг | 11    |
| Чемпіонат світу з боротьби 1998 | Сирія  | вільна боротьба, до 69 кг | 11    |
| Чемпіонат світу з боротьби 1999 | Сирія  | вільна боротьба, до 69 кг | 11    |

### Виступи на Чемпіонатах Азії
| Змагання                       | Збірна | Вагова категорія          | Місце  |
| ------------------------------ | ------ | ------------------------- | ------ |
| Чемпіонат Азії з боротьби 1992 | Сирія  | вільна боротьба, до 68 кг | Бронза |
| Чемпіонат Азії з боротьби 1995 | Сирія  | вільна боротьба, до 68 кг | 4      |
| Чемпіонат Азії з боротьби 1996 | Сирія  | вільна боротьба, до 68 кг | 4      |
| Чемпіонат Азії з боротьби 1997 | Сирія  | вільна боротьба, до 69 кг | Срібло |
| Чемпіонат Азії з боротьби 2000 | Сирія  | вільна боротьба, до 69 кг | 8      |

### Виступи на Азійських іграх
| Змагання           | Збірна | Вагова категорія                 | Місце  |
| ------------------ | ------ | -------------------------------- | ------ |
| Азійські ігри 1994 | Сирія  | греко-римська боротьба, до 68 кг | 5      |
| Азійські ігри 1994 | Сирія  | вільна боротьба, до 62 кг        | 6      |
| Азійські ігри 1998 | Сирія  | вільна боротьба, до 69 кг        | Срібло |
| Азійські ігри 2002 | Сирія  | вільна боротьба, до 74 кг        | 9      |

### Виступи на Середземноморських іграх
| Змагання                    | Збірна | Вагова категорія                 | Місце  |
| --------------------------- | ------ | -------------------------------- | ------ |
| Середземноморські ігри 1993 | Сирія  | вільна боротьба, до 68 кг        | Срібло |
| Середземноморські ігри 1993 | Сирія  | греко-римська боротьба, до 68 кг | 8      |
| Середземноморські ігри 1997 | Сирія  | вільна боротьба, до 69 кг        | Срібло |
| Середземноморські ігри 2001 | Сирія  | вільна боротьба, до 69 кг        | Срібло |

### Виступи на Арабських іграх
| Змагання           | Збірна | Вагова категорія          | Місце  |
| ------------------ | ------ | ------------------------- | ------ |
| Арабські ігри 1992 | Сирія  | вільна боротьба, до 68 кг | Золото |
| Арабські ігри 1997 | Сирія  | вільна боротьба, до 69 кг | Золото |

### Виступи на Чемпіонатах світу серед військовослужбовців
| Змагання                                                  | Збірна | Вагова категорія          | Місце |
| --------------------------------------------------------- | ------ | ------------------------- | ----- |
| Чемпіонат світу з боротьби серед військовослужбовців 2003 | Сирія  | вільна боротьба, до 74 кг | 7     |

### Виступи на інших змаганнях
| Змагання                                                          | Збірна | Вагова категорія          | Місце  |
| ----------------------------------------------------------------- | ------ | ------------------------- | ------ |
| Західно-Азійзькі борцівські ігри 1997                             | Сирія  | вільна боротьба, до 69 кг | Золото |
| Олімпійський кваліфікаційний турнір з боротьби 2000 (Мінськ)      | Сирія  | вільна боротьба, до 69 кг | 23     |
| Олімпійський кваліфікаційний турнір з боротьби 2000 (Александрія) | Сирія  | вільна боротьба, до 76 кг | 5      |